# ボネフロ
ボネフロ（イタリア語: Bonefro）は、イタリア共和国モリーゼ州カンポバッソ県にある、人口約1,300人の基礎自治体（コムーネ）。

## 地理

### 位置・広がり

#### 隣接コムーネ
隣接するコムーネは以下の通り。
- カザカレンダ
- モンテロンゴ
- モントーリオ・ネイ・フレンターニ
- リパボットーニ
- サン・ジュリアーノ・ディ・プーリア
- サンテリーア・ア・ピアニージ
- サンタ・クローチェ・ディ・マリアーノ